# Piano urbanistico di Genova del 1825
Il piano urbanistico di Carlo Barabino, predisposto nel 1825, è stato il primo progetto riguardante l'organizzazione - sotto l'aspetto della moderna urbanistica - della città di Genova. L'epoca in cui fu definito - la prima metà dell'Ottocento - era situata alle soglie della Rivoluzione industriale, e con tale piano veniva avviato il moderno sviluppo della città e il superamento dei limiti della città medioevale.
Venne elaborato a seguito di un veloce e progressivo aumento della popolazione. Nel 1820 Genova aveva mantenuto lo stesso numero di abitanti del XVIII secolo. Ma in cinque anni, nel 1827, questo numero era improvvisamente salito a 172.630 abitanti, con un incremento del 13%.
L'architetto Carlo Barabino elaborò così un proprio progetto di espansione urbanistica; il 26 aprile 1825 il Consiglio Generale e il Consiglio Particolare della città approvarono il piano di ampliamento secondo i dettami forniti dallo stesso Barabino.

## Il progetto
Il progetto prevedeva un'espansione concentrata su un sistema di assi viari rettilinei, tutti esterni alla città antica, che per la prima volta veniva completamente ignorata.
Questi assi viari rettilinei erano concepiti in uno spirito di pianificazione urbanistica neoclassico, e per essi erano previste precise tipologie edilizie, sempre ideate nello stesso stile.
Il 31 maggio 1825 la Commissione del Congresso permanente d'Acqua e strade, in una relazione, contestava le troppo dettagliate indicazioni di case e tipologie del piano del Barabino; l'architetto da parte sua precisava trattarsi di tipi solo proposti, non di modelli da riprodurre.
Le tipologie da lui elaborate si rifacevano a esempi di semplicità e sobrietà, riconducibili ai canoni neoclassici di Percier e Fontaine, in più con ulteriori accenni neopalladiani.
Questa perfezione di disegno si scontrava con le esigenze della speculazione e delle maestranze edilizie che si affermavano in Genova, il cui obiettivo era invece l'ottimizzazione dello sfruttamento della rendita fondiaria.
Il piano era stato condiviso dal sindaco del tempo, Antonio Brignole Sale; mancarono tuttavia sia la volontà di realizzarlo da parte del Corpo Decurionale sia l'adeguata capacità finanziaria.

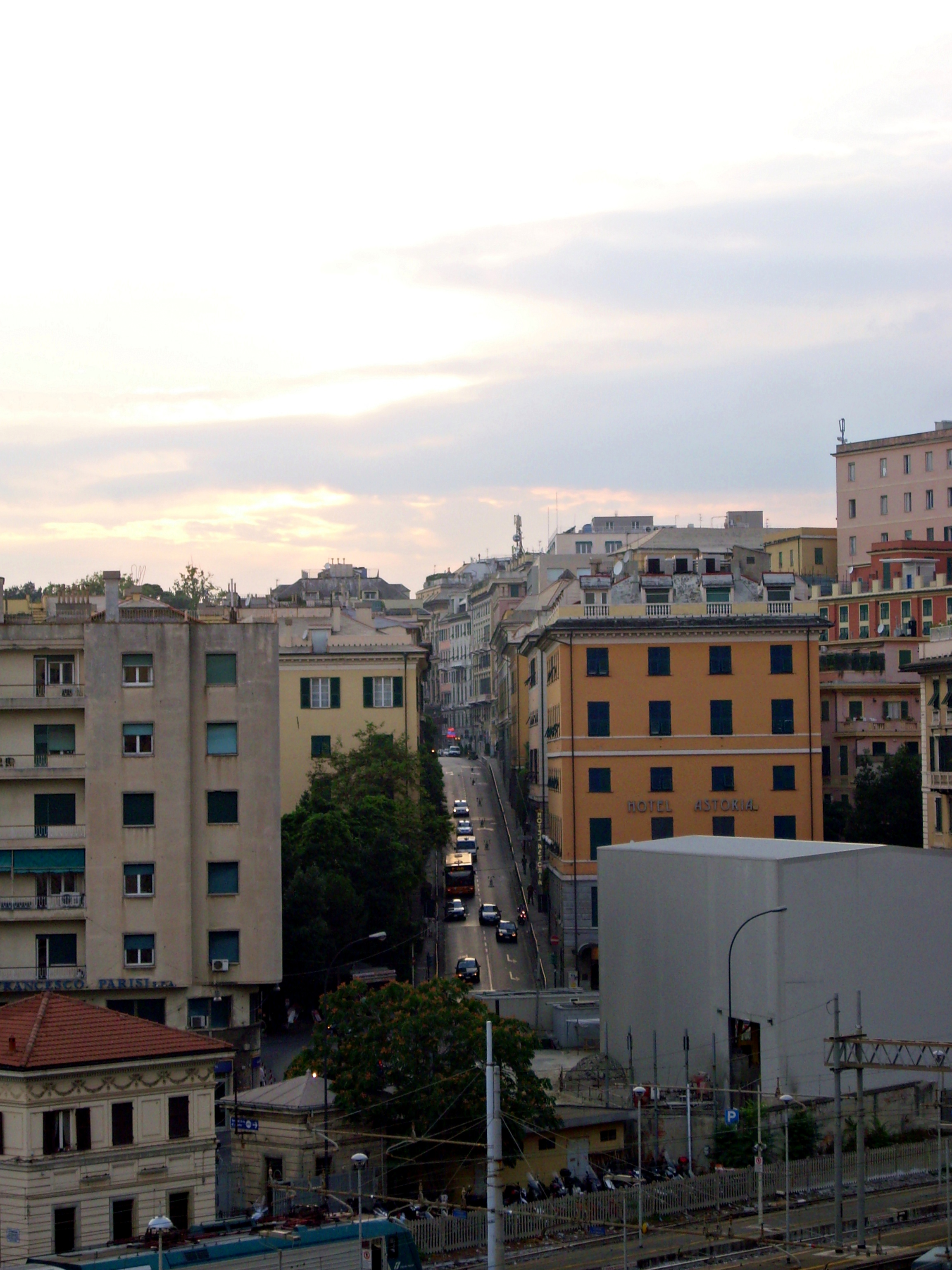
Via Serra fotografata dalla zona sovrastante la stazione ferroviaria di Brignole

Nel 1836 la proposta non aveva dato esiti; questo nonostante una sollecitazione della Commissione di Sanità preoccupata dall'epidemia di colera divampata l'anno precedente (e che vide fra le vittime lo stesso Barabino). Almeno però in quell'occasione il piano fu ripreso, con la concessione di uno stanziamento di 200.000 lire da destinarsi ad appartamenti di taglio piccolo per la povera gente.
Il progetto incontrò nuove opposizioni, e non ebbe seguito essendo la costruzione di abitazioni di modesta remunerazione non economicamente conveniente. Gli unici interventi si ebbero nella zona della Pace dove venne costruito il Manicomio (su progetto di Barabino) e nella relativa zona di San Vincenzo.
Nel 1838 l'architetto Giovanni Battista Resasco, successore di Barabino e a cui si deve anche la realizzazione del cimitero monumentale di Staglieno, presentò un piano per la parte a nord di vico Pace. Il Corpo Decurionale decise la costruzione di un edificio nella nuova via di San Vincenzo (via Colombo) con sessantuno piccoli appartamenti per i poveri. Questa casa venne venduta al marchese Ignazio Serra Pallavicini al prezzo di costruzione; a citare l'evento è il rendiconto del sindaco del 5 maggio 1854.
Fu avviata quindi la costruzione di case destinate a ceti di migliore posizione economica.
Il rettifilo di via Serra venne aperto su un antico percorso che andava dal convento della Misericordia alla zona di Brignole, su terreni di proprietà del marchese Serra il quale vi costruì i suoi palazzi. Erano abitazioni destinate ai ceti economicamente privilegiati, ed il Casalis definì questi edifici, assieme a quello del cavalier Quartara alla Pace e a quello del signor Palmieri sulla nuova strada del Manicomio, i più signorili della zona in quel periodo.
Prevaleva in essi però l'esigenza di una maggiore densità edilizia, che di fatto travisava i concetti previsti dal Barabino. Il Consiglio di Ornato protestava per l'esagerata altezza delle nuove costruzioni in progetto, elevate talora superando i cinque piani consueti, sia in San Vincenzo che negli interventi sul vecchio Centro Storico.
Ad avviare la realizzazione del piano era stato nel 1838 Camillo Pallavicini, quando aveva proposto l'intervento del capitale privato anziché dell'Amministrazione pubblica per le nuove costruzioni, suggerendo la formazione di società edilizie anche a capitale molto frazionato, purché vi fosse comunque un socio maggioritario. Aveva insistito inoltre per la costruzione di abitazioni destinate alle classi più agiate anziché a quelle povere. Queste ultime si sarebbero pertanto concentrate nel vecchio centro storico, la cui composizione sociale sarebbe lentamente calata di ceto.

## La zona di San Vincenzo

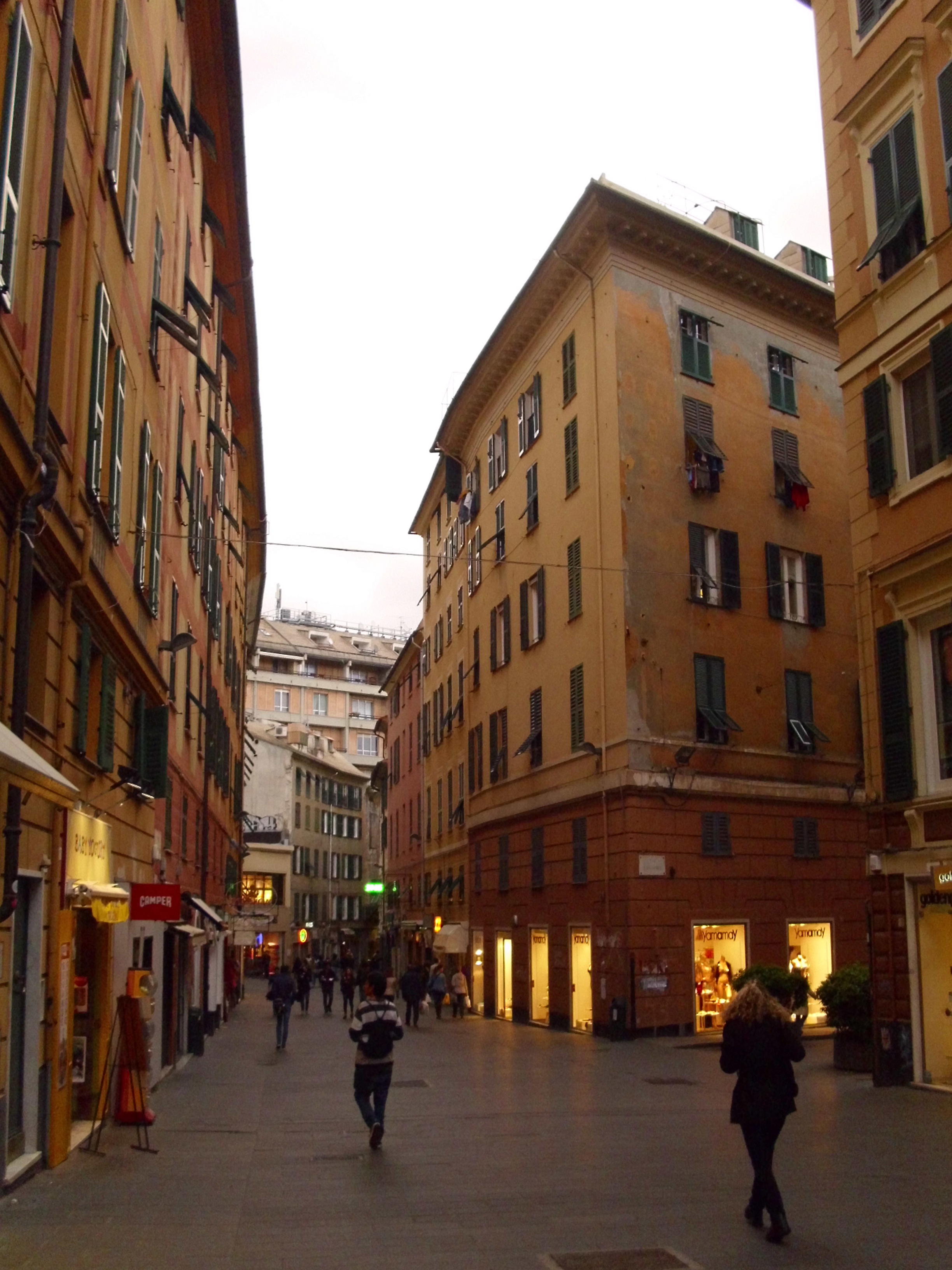
Via San Vincenzo, fotografata in direzione discendente, a poca distanza dell'omonima ex chiesa che dà il nome al quartiere.

In quello che oggi è il quartiere di San Vincenzo vennero fatte delle varianti al piano del Barabino per le parti a sud di via della Pace dopo la costruzione del Manicomio. In questo settore si affermò la figura del capomastro Francesco Ponte, che costruì negli anni 1840, lungo la Crosa Larga o Contrada del Manicomio (attuali vie Cesarea e Galata), il casone Ponte al Manicomio, il prossimo casone verde in Abrara, ecc. come case di abitazione per i ceti operai.
Fu aperta la nuova via di San Vincenzo con la piazza centrale (piazza Colombo), quest'ultima rispettando almeno in pianta se non nella tipologia la proposta del Barabino, con quattro grandi casamenti uguali, e portico corrente nel perimetro della piazza, fatti costruire dall'impresario Pietro Gambaro.
Altri rinvii si succedettero per il resto del piano, protratti sino agli anni cinquanta, quando l'interesse per gli investimenti immobiliari crebbe.

## La zona di Carignano
Sul colle di Carignano, nel 1848, dei nuovi rettifili ne esistevano solo due, quello da piazza Carignano alle mura di Santa Chiara e quello dalla piazza della Cava (di cui si lamentò la pendenza del 21% che contraddiceva le idee di Barabino). Per questa parte di città il piano fu disatteso anche da un successivo piano del 1869, e la sua realizzazione si protrasse sino alla fine del secolo.

## Via Assarotti e via Caffaro
Nel 1853 si iniziò la costruzione della nuova via Assarotti, rettifilo a monte della città, nella valle a monte della spianata dell'Acquasola. In questo caso nelle località confinanti, dai Cappuccini ed anche più a monte, vennero costruiti nuovi fabbricati impedendo la realizzazione del piano nelle forme originarie.

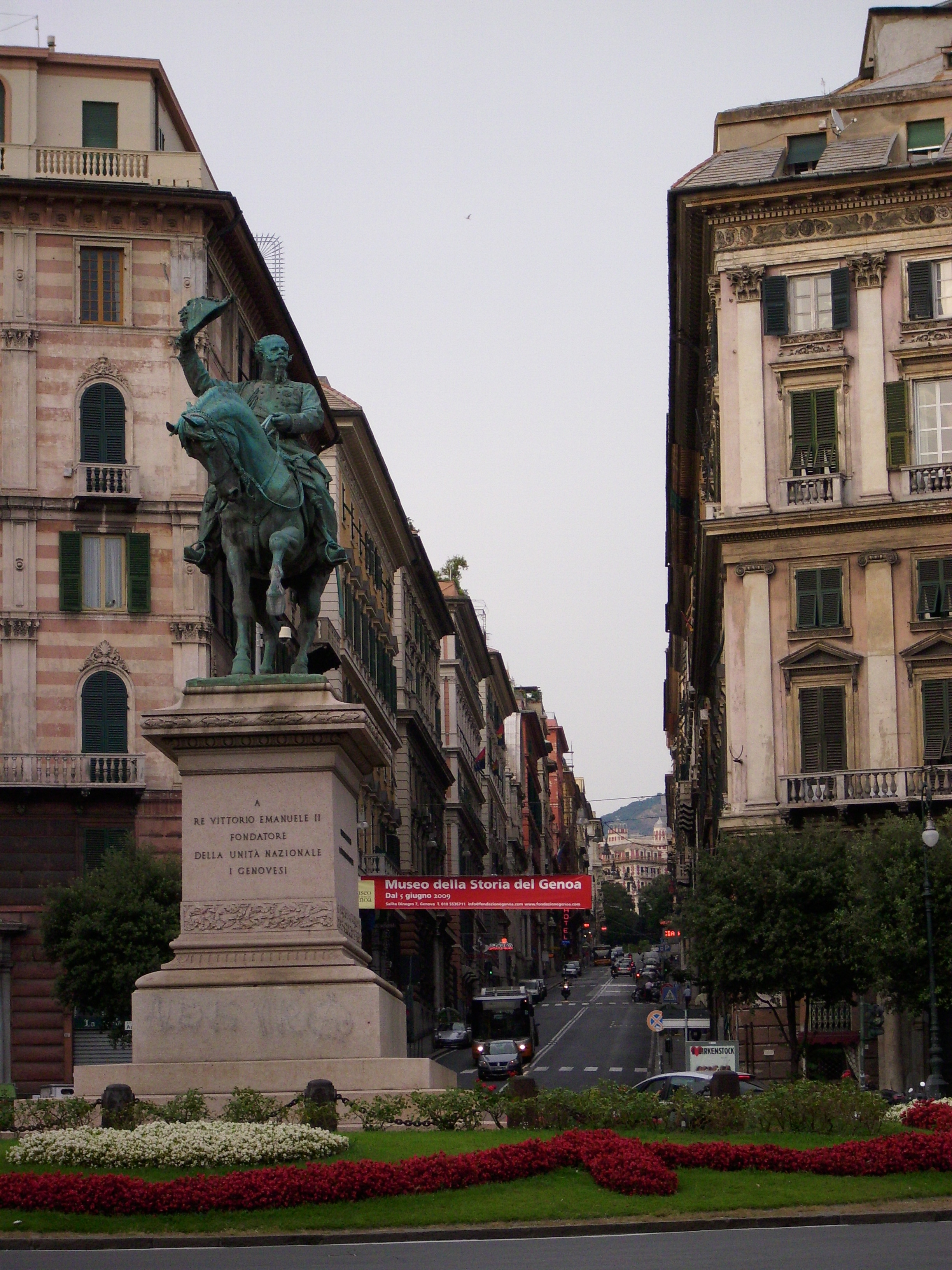
Fotografia di piazza Corvetto da cui è visibile, dietro la statua di Vittorio Emanuele II d'Italia, la rettilinea salita di via Assarotti.

Si formò una commissione incaricata di rivedere il piano di ampliamento del Barabino, costituitasi in seno al Consiglio Comunale il 22 giugno 1849, cui ne seguì un'altra nel 1855.
Nel 1856 fu redatto un nuovo piano da Domenico Cervetto, Carlo Cecchi e Angelo De Scalzi. In esso la appena iniziata via Assarotti fu prolungata ed edificata su entrambi i lati, via Caffaro venne allungata, ed oltre alle nuove costruzioni popolari di Castelletto, già iniziate e decretate sulle rovine dell'appena distrutto fortilizio, apparve via Palestro e un quarto rettifilo tra la valletta di Sant'Anna e i Cappuccini, che sarebbe poi divenuto la sede della funicolare, e la circonvallazione a monte.
In via Assarotti si volle edificare una chiesa, sottraendo per essa un isolato al gioco degli aumenti di rendita fondiaria. L'impresario Gambaro destinò in proposito un isolato di sua proprietà alla costruzione della chiesa dell'Immacolata.
Per via Assarotti e via Caffaro fu ripreso il piano di Resasco e quello di Carpineti (con approvazione come opera pubblica del 1852).
Le regie patenti per via Assarotti e via Rivoli sono del 23 aprile 1852; a quella data via Rivoli era già stata iniziata. Il 28 ottobre 1852 vennero rilasciate le Regie Patenti per via Caffaro. Nel caso di via Assarotti le Regie Patenti del 26 aprile 1856 ne variarono il tracciato.

## La zona di Castelletto
Il materiale da riporto del Castelletto, il forte utilizzato per controllare dall'alto la città - e distrutto nel 1849 nel corso della sollevazione popolare - venne destinato alla costruzione di case per i ceti operai. Il 9 gennaio 1850 il Consiglio Comunale decretava che l'alienazione dell'area del forte venisse utilizzata a beneficio dei danneggiati del sestiere di San Teodoro.
Il 10 settembre 1851 il Consiglio approvava il progetto dell'ingegnere Argenti che prevedeva dodici caseggiati con in più l'abbassamento dell'area per eliminare l'aspetto troppo incombente della precedente fortezza. Il progetto si scontrò con consistenti interessi privati, e fu modificato dall'ingegnere capo Damiano Sauli che delimitò le aree fabbricabili entro al solo perimetro del forte demolito, con la prescrizione che venissero nel caso utilizzate le fondamenta del fortilizio sabaudo del 1821.
Il 28 gennaio 1853 si costituì la Società Anonima Caseggiati di Castelletto che acquistò le aree messe in vendita dal Comune, per edificarvi caseggiati di carattere popolare di sei piani in totale.

## Modalità degli interventi

### I modelli edilizi
Per questi ampliamenti vigono i dettami della Commissione d'Ornato del Comune di Genova, che richiede e prescrive accuratamente dimensioni di cornicioni, modanature, bugnati, ecc. Ad informare lo stile era stato inizialmente il Neoclassicismo barabiniano, a cominciare dagli ampliamenti in San Vincenzo Basso (via Nuova di San Vincenzo, poi via Colombo). Nella realizzazione di via Assarotti, a differenza di Castelletto, diventa più vivo questo dibattito sui motivi formali, sulla larghezza di 15 metri della strada.

### Impresari e finanziatori
La realizzazione dei nuovi edifici è lasciata ai privati: il Comune espropria le aree per motivi di pubblica utilità, quale è l'ampliamento della città con nuovi e più decorosi quartieri, e rivende tali aree espropriate a coloro che sono in grado di avviare le costruzioni.

Nel 1853 si costituisce il consorzio per la realizzazione di via Assarotti tra Penco, Vitale Rosazza e Raffaele Pienovi.

Successivamente per via Caffaro i proprietari dei terreni, Raggio, Invrea, Centurioni, pretesero essi stessi di avvalersi del diritto di edificare da parte dei proprietari scavalcando gli impresari di via Assarotti, appunto Penco, Rosazza e Pienovi, che intendevano ora accaparrarsi anche questo secondo intervento.